# آکیورا لجند
آکیورا لجند (Acura Legend) خودرویی است که در سال‌های ۱۹۸۶ تا ۱۹۹۵در سایتاما و ژاپن تولید شده‌است. طراحی آن خودروهای موتور جلو-محور جلو بوده‌است.